# Головкино (Смоленская область)
Головкино — деревня в Тёмкинском районе Смоленской области России. Входит в состав Селенского сельского поселения. Население — 8 жителей (2007 год).
Расположена в восточной части области в 10 км к северо-западу от Тёмкина, в 28 км юго-восточнее автодороги М1 «Беларусь». В 4 км южнее деревни расположена железнодорожная станция Засецкая на линии Вязьма — Калуга.

## История
Последняя дата упоминания в систематических списках 1811 год. В Списке населенных мест за 1859 год под номером 11454 — в деревне Головкино (в Списке значится как Головкина) было всего 8 двора с населением 65 человек (28 м.п. и 37 ж.п.) с положением при колодцах, являлась владельческой деревней. В Списке населенных мест за 1904 год: дворов — 17, число жителей 87 (42 м.п. и 45 ж.п.), относилась к Сосницкой волости, имелась мелочная лавка.
В годы Великой Отечественной войны деревня была оккупирована гитлеровскими войсками в октябре 1941 года, освобождена в марте 1943 года.